# Orchidantha insularis
Orchidantha insularis là một loài thực vật có hoa trong họ Lowiaceae.
Loài này được Ngô Đức Lân (Wu Te Lin, 吳德鄰) miêu tả khoa học đầu tiên năm 1964.
Tên gọi trong tiếng Trung là 海南兰花蕉 (Hải Nam lan hoa tiêu), nghĩa đen là chuối hoa lan Hải Nam.

## Mô tả
Cây cao tới 45 cm. Thân rễ nằm sát đất. Cuống lá dài 14-25 cm, có rãnh, bẹ lá bên dưới đoạn giữa; phiến lá hình elip hẹp, 19-23 × 5,5-6,5 cm, gân ngang tạo thành hình vuông, đáy nhọn, đỉnh nhọn thon, nhọn nhỏ. Lá bắc màu tím, thuôn dài hình mác, ~4 cm. Hoa đơn độc, mọc từ thân rễ. Lá đài hình mác thẳng, ~6 × 0,7 cm. Cánh môi hình mác thẳng, ~5,5 × 0,6 cm, không thắt lại ở giữa; cánh hoa bên màu nâu vàng, ~2 cm, đỉnh có những đốm nhỏ màu tím và một râu ngọn ~4 mm. Bao phấn ~9 mm. Bầu nhụy có phần đỉnh thuôn dài ~4 cm. Vòi nhụy thẳng, ~9 mm; các đầu nhụy có răng cưa ở đỉnh, ở phía sau có phần phụ hình chữ V, 1 đầu nhụy dài khoảng 5 mm, 2 đầu nhụy còn lại ngắn hơn. Quả nang hình cầu, đường kính khoảng 1 cm, đỉnh hình tròn, khoảng 5 mm. Hạt hình bán cầu, đường kính khoảng 4 mm. Tạo quả tháng 6.

## Phân bố
Loài bản địa miền nam Trung Quốc (đảo Hải Nam). Môi trường sống là rừng; cao độ 100 m.